# Sparasion
Sparasion är ett släkte av steklar som beskrevs av Pierre André Latreille 1802. Enligt Catalogue of Life ingår Sparasion i familjen Scelionidae, men enligt Dyntaxa är tillhörigheten istället familjen gallmyggesteklar.

## Bildgalleri

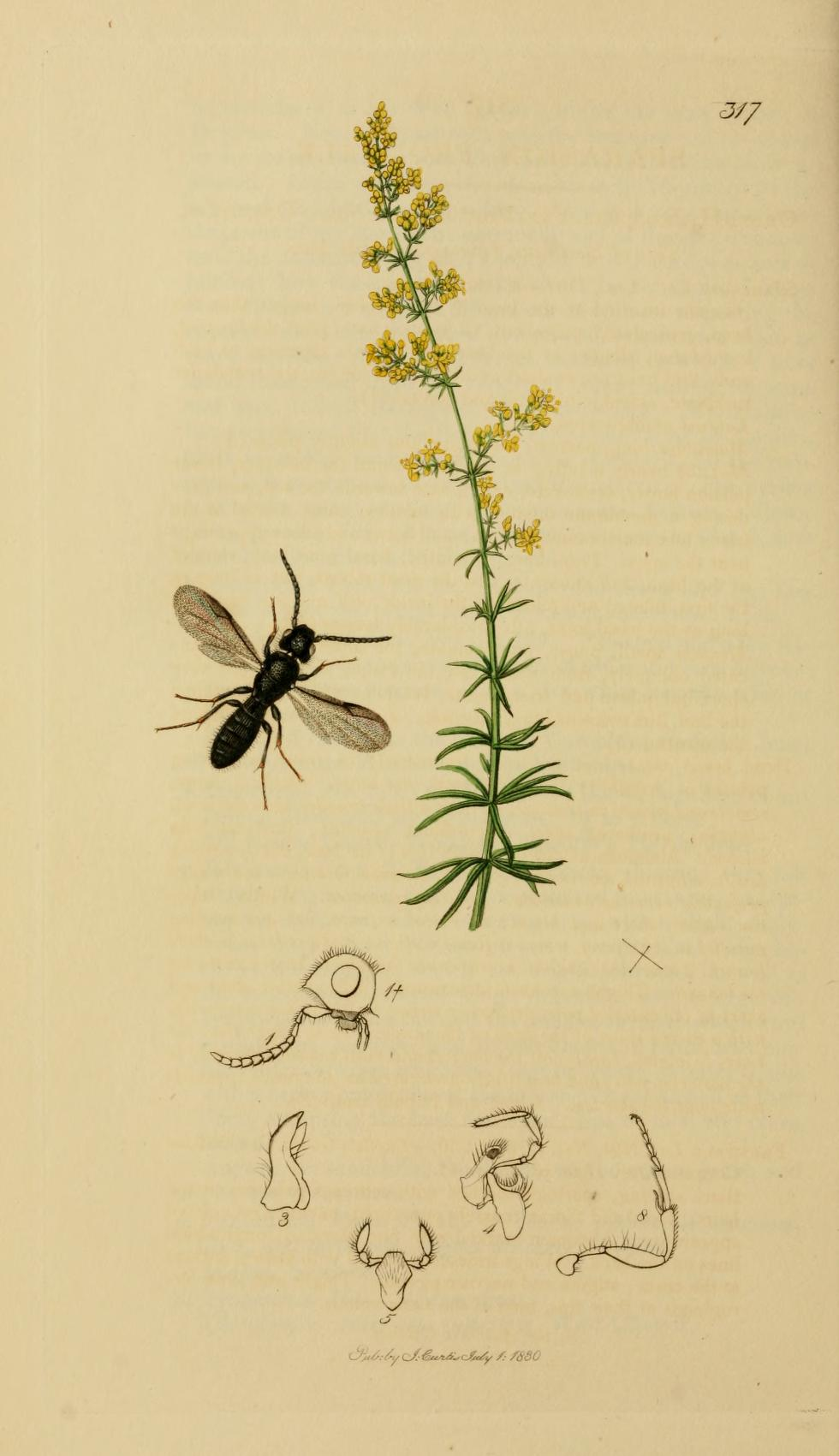

## Dottertaxa tillSparasion, i alfabetisk ordning[1][2]
- Sparasion aenescens
- Sparasion aeneum
- Sparasion albopilosellum
- Sparasion amabile
- Sparasion amoenum
- Sparasion anatolyi
- Sparasion argus
- Sparasion arion
- Sparasion armatum
- Sparasion armenicum
- Sparasion arnoldi
- Sparasion arvale
- Sparasion atomus
- Sparasion atratum
- Sparasion auriculare
- Sparasion bakeri
- Sparasion basale
- Sparasion bekiliense
- Sparasion bicoronatum
- Sparasion bilaminatum
- Sparasion cellulare
- Sparasion cephalotes
- Sparasion coconcus
- Sparasion coeruleum
- Sparasion cullaris
- Sparasion dacus
- Sparasion dauricus
- Sparasion distinctum
- Sparasion domes
- Sparasion dominulum
- Sparasion elongator
- Sparasion emarginatum
- Sparasion embolicus
- Sparasion femorale
- Sparasion flavidum
- Sparasion flavipes
- Sparasion flavum
- Sparasion formosum
- Sparasion fragosus
- Sparasion ghilarovi
- Sparasion gholovushkini
- Sparasion gibber
- Sparasion gibberosus
- Sparasion gladiator
- Sparasion glaucum
- Sparasion gracilicorne
- Sparasion graenicheri
- Sparasion grande
- Sparasion grandiosum
- Sparasion gregarium
- Sparasion horum
- Sparasion humile
- Sparasion hungaricus
- Sparasion inclusum
- Sparasion japonicum
- Sparasion karadagicus
- Sparasion largus
- Sparasion latens
- Sparasion latum
- Sparasion lepidum
- Sparasion lituratum
- Sparasion longulum
- Sparasion lua
- Sparasion lunatum
- Sparasion lunulatum
- Sparasion luteolum
- Sparasion magus
- Sparasion marshakovi
- Sparasion melanocerum
- Sparasion meridionator
- Sparasion metallicus
- Sparasion micromerus
- Sparasion modestum
- Sparasion mucronatum
- Sparasion munitum
- Sparasion muticum
- Sparasion nanum
- Sparasion nereum
- Sparasion nigripes
- Sparasion nigrum
- Sparasion nordus
- Sparasion obtusifrons
- Sparasion olorum
- Sparasion orum
- Sparasion pacificum
- Sparasion pallidinerve
- Sparasion parcepunctatum
- Sparasion perplexum
- Sparasion petrovi
- Sparasion philippinense
- Sparasion pilosum
- Sparasion planum
- Sparasion pretiosum
- Sparasion pulsatorium
- Sparasion punctatissimum
- Sparasion punctulatum
- Sparasion radchenkoi
- Sparasion raptor
- Sparasion recens
- Sparasion relator
- Sparasion rivulorum
- Sparasion rubescens
- Sparasion rubridens
- Sparasion rubrior
- Sparasion rubrum
- Sparasion rufipes
- Sparasion rugosulum
- Sparasion rutilator
- Sparasion sachalense
- Sparasion savaiiense
- Sparasion scalare
- Sparasion simplicifrons
- Sparasion sinense
- Sparasion spatiator
- Sparasion spectabile
- Sparasion spinosipes
- Sparasion striativentre
- Sparasion striolatum
- Sparasion subleve
- Sparasion sublevite
- Sparasion sulcatum
- Sparasion taigense
- Sparasion tarsator
- Sparasion tenellum
- Sparasion tibiale
- Sparasion travancoricum
- Sparasion tridens
- Sparasion trilaminatum
- Sparasion trjapitzini
- Sparasion turkmenicum
- Sparasion umbrinum
- Sparasion unicolor
- Sparasion unidens
- Sparasion unispinosum
- Sparasion varipes
- Sparasion varum
- Sparasion ventrale
- Sparasion vestinum
- Sparasion vulgare
- Sparasion xeneum